# أسلام أباد حيدرأباد (لوداب)
أسلام أباد حیدرأباد (بالفارسية: اسلام‌آباد حیدرآباد) هي قرية تقع في إيران في قسم لوداب الريفي. يقدر عدد سكانها بـ 25 نسمة .